# Польманн, Вильгельм (политик)
Вильгельм Польманн (нем. Wilhelm Pohlmann, 9 апреля 1884, Бремен, Германская империя — 11 мая 1954, Бремен, ФРГ) — немецкий бизнесмен и политик.

## Биография
После начальной школы поступил в коммерческую школу Юнион в родном городе. С 1920 работал торговцем, был экспортёром в Бремене. В 1944 дело пострадало от бомбёжки, но после 1945 восстановил оное. В 1947 безуспешно баллотировался по списку Vereinigung der Fliegergeschädigten (VdF) как беспартийный. В том же году основал Ассоциацию пострадавших от авиации (WdF) в качестве председателя. В 1951 WdF получила 5,3 % голосов и 4 мандата в городе Бремен. С того же года входил в парламентскую группу ХДС. С 1951 по 1954 был членом Бременского парламента (deputation). Уже после его смерти WdF стала частью партии GB/BHE в 1955.